# Němčice (Kolín)
Němčice é uma comuna checa localizada na região da Boêmia Central, distrito de Kolín.